# Алародійські мови
Алародійські мови — гіпотетична мовна родина, що включає до свого складу нахсько-дагестанські та вимерлі хурито-урартські мови.

## Історія гіпотези
Вперше гіпотетична алародійська мовна родина була запропонована німецьким сходознавцем Фріцом Хоммелем (1854—1936). Сам термін походить від слова, яким Геродот називав державу Урарту.
Зв'язок між Північно-Східною та Північно-Центральною родинами виявився у схожості граматики й фонетики, зокрема, у структурі речень та наявності ергативу.
Проте, жодна з цих характеристик не є винятковою в даному регіоні, а також не представляє великих доказів, що вказують на однозначну спорідненість цих мов.
Цій гіпотези присвятили свої праці такі дослідники, як Карел Оштір (1921, 1922), Олександр Сванідзе (1927), Георгій Мелікішвілі (1965), Ігор Дьяконов і Сергій Старостін (1986).